# آلبرتو سانتوس-دومون
البرتو سانتوس (انگلیسی: Alberto Santos-Dumont؛ زاده ۲۰ ژوئیهٔ ۱۸۷۳ درگذشته ۲۳ ژوئیهٔ ۱۹۳۲) یک خلبان و مخترع اهل برزیل بود.